# Шляевский выселок
Шляевский выселок (встречается написание Шляевский Выселок и выселок Шляевский) — бывший населённый пункт (тип: выселок) в черте уездного города Керенск Керенского уезда Пензенской губернии Российской Империи. Ныне в черте села Вадинск, административного центра Вадинского района Пензенской области России.

## География
Выселок находился в пределах Керенско-Чембарской возвышенности, в лесостепной зоне, при ручье Вяземка:81:41, на городской окраине, в 11 вёрстах от становой квартиры (место жительства и пребывания на службе станового пристава).

## История
Основан в конце 18 — начале 19 в.
Бывший посёлок русских государственных крестьян г. Керенска.
В черте г. Керенска между 1864 и 1911 гг.
После революции — пригородный посёлок (улица) Шляевка.
В 1934 году крестьяне керенских улиц Тюревки и Шляевки были объединены в первый в Вадинском районе колхоз. В «Согласие» вошли около 60 крестьянских хозяйств (Газета «Путь Октября», выпуск от 27.01.1993 № 7).
На фронт из с. Вадинск (Шляевка) ушли: Беспалов Виктор Иванович (р. 1925), награждён орденом Отечественной войны II степени (06.11.1985); Душутин Сергей Степанович (р. 1910 или 1911 (или 1908), с. Вадинск, 2-й Вадинский с/с (с. Шляевка) и др..

## Население
В 1864 году 260 жителей, из них 150 мужского пола, 110 — женского:81:41.

## Инфраструктура
Личное подсобное хозяйство с зоной сельскохозяйственного использования, индивидуальная застройка усадебного типа. В 1864 году отмечено 30 дворов:81:41.

## Транспорт
Стоял выселок на по данным на 1864 год по левую сторону тракта из г. Керенск в г.Моршанск Тамбовской губернии:81:41.